# Кахниашвили, Василий Ильич
Василий Ильич Кахниашвили (груз. ვასილ ილიას ძე კახნიაშვილი, 9 мая 1910, Гори, Тифлисская губерния — 25 марта 1990) — грузинский советский актёр театра и кино. Лауреат Государственной премии СССР (1985). Народный артист Грузинской ССР (1988).

## Биография
Окончил трудовую школу в Гори (1925) и техникум в Тифлисе (1931).
Учился в драматической студии при тбилисском Театре им. Марджанишвили (1935—1939).
С 1939 года — актёр театра в Гори.
В 1964 году получил звание заслуженного артиста Грузинской ССР, в 1988 — народного артиста Грузинской ССР

## Театральные работы

### Театр Марджанишвили
- Миха (Ш. Дадиани «Из искры…»)[4],
- Бокаули (Бомарше «Женитьба Фигаро»),
- Мано (З. Антонов «Солнечное затмение в Грузии»)[5]

### Театр Гори
- Тимотэ, Аветика (Авксентий Цагарели «Ханума» и «Что вы видели, не вижу»),
- Хаджи Мурад (Иона Вакели «Шамиль»)
- Вата (П. Какабадзе «Свадьба в колхозе»)[6],
- Бидзина Чолокашвили (Акакий Церетели «Кинто» и «Баши-Ачук»)
- Граф фон Моор (Ф. Шиллер «Разбойники»)

## Фильмография
- 1987 — «Лома», Георгий
- 1984 — «Голубые горы, или Неправдоподобная история», Васо
- 1984 — «Нет худа без добра| Zogi chiri margebelia», Джабана
- 1983 — «Жёлтая птица», Исидоре
- 1983 — «День длиннее ночи», учитель
- 1982 — «Лома — забытый друг», Георгий
- 1982 — «Закон вечности», дед Бачана
- 1982 — «Азбука мудрости»
- 1981 — «Старый машинист» (короткометражный)
- 1981 — «А ну-ка, дедушки!» (СССР, Болгария), Тохадзе
- 1979 — «Брак по-имеретински», дядя скульптора Ладо
- 1978 — «Золотая нога| Счастливая нога» (короткометражный), Эзу
- 1977 — «Мачеха Саманишвили», Бекина Саманишвили
- 1976 — «Городок Анара», родственник Сарашелидзе в кресле-каталке
- 1976 — «Вершина»
- 1974 — «Старики»
- 1973 — «Тёплое осеннее солнце», Папуна
- 1972 — «Старые зурначи»
- 1972 — «Саженцы», сосед Робинзона
- 1971 — «Незадачливые похитители», Валико
- 1971 — «Давным-давно» (киноальманах), Баграт
- 1969 — «Ожидание», эпизод
- 1955 — «Лурджа Магданы»